# 伊朗核問題全面協議
联合全面行动计划（缩写为），通称伊朗核问题全面协议，简称伊朗核協議（英語：Iran nuclear deal）或伊朗協議（英語：Iran deal）、伊核协议，是伊朗伊斯兰共和国与伊朗核问题六国（P5+1）（包括中国、法国、俄罗斯、英国、美国5个安理会常任理事国与德国）以及欧盟，於2015年7月14日在维也纳签订的国际协议，主旨為解决伊朗核危机。
早在2013年11月，伊朗就与P5+1国家在日内瓦签署了《伊朗核问题临时协议》，并於2014年1月20日生效。在之后的二十个月时间里，各方围绕达成一个关于伊朗核问题全面協議而展开談判進程。
协议规定，伊朗同意交出所有的中等纯度浓缩铀、98%的低纯度浓缩铀（从12000公斤减少到300公斤）以及大约2/3的气体离心机（从19000台减至约6000台并在未来13年内维持此规模）。在未来15年内，伊朗不得生产浓度超过3.67%的浓缩铀、不得建造生产钚所必需的重水反应堆或是对现有反应堆的燃料进行再处理。同时，未来十年内伊朗的铀浓缩活动将被限制在单个核设施内，且只能使用第一代离心机。其他核设施将转作他用以防止核扩散风险。国际原子能机构将开展经常性现场核查以确保伊朗遵守该协议。作为回报，若伊朗切实可信地遵守协议规定的各项义务，美国、欧盟和联合国安理会将解除对伊朗的制裁。
2018年5月8日，美国总统特朗普在白宫單方面宣布美国退出伊核协定。伊朗隨后发表声明，表示會暫時留在此協議中與盟友及其他簽署國進行對話，若能達成合作目標，則此協議會繼續有效。但随着美国制裁日益加重，伊朗宣布将考慮對等停止履行伊核协定部分协议。
2020年1月5日，伊朗政府在圣城旅领袖卡西姆·苏莱曼尼于巴格达被美军刺杀后宣布，伊朗暂停履行伊朗核问题全面协议第五阶段对伊限制措施，伊朗持有离心机的数量将不再有任何限制，雖然伊朗宣布它將不再遵守該協議的限制，但將繼續與國際原子能機構進行協調，從而有可能恢復合規性。2020年8月，在聯合國安理會有關是否繼續制裁伊朗的投票中，僅多明尼加與美國一起投了同意票。

## 历史

### 对伊制裁

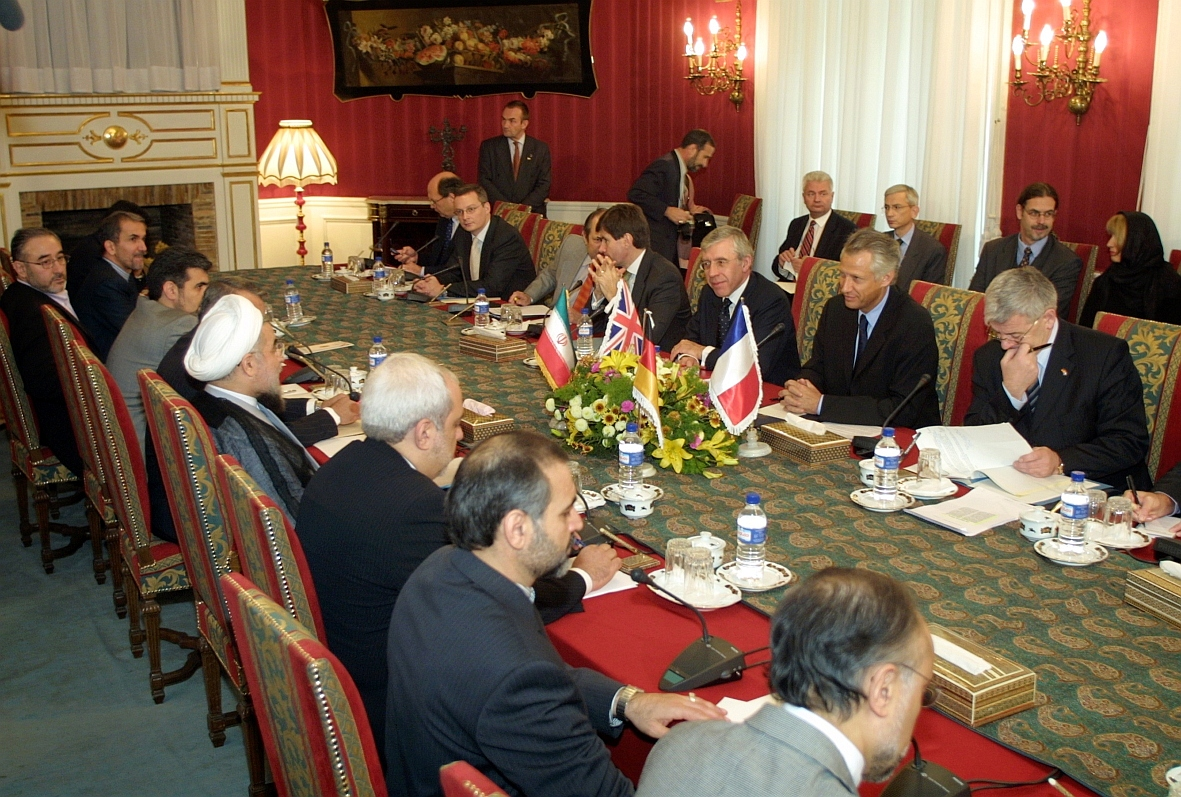
2003年，伊朗與伊核问题歐洲三国（E3）的談判。

2002年8月，伊朗流亡组织「伊朗反抗力量全國議會」揭露伊朗在納坦茲的祕密鈾濃縮廠，還有重水設施，引發國際社會恐慌伊朗可能邁向研發核子武器。
2003年2月，時任伊朗總統的穆罕默德·哈塔米承認納坦茲設施確實存在，但聲稱它僅用於生產供應核電廠的低濃縮鈾燃料。2003年5月，伊朗准許國際原子能總署視察，但拒絕調查員取樣。2003年6月，國際原子能總署報告判定，伊朗無法符合保障監督協定規範的義務。其後，英國、德國和法國致力通过外交手段解决伊朗核问题，應對伊朗核子政策。美國拒絕參與。
2003年10月，在提交聯合國安全理事會讨论的陰影下，伊朗與英德法達成《德黑蘭宣言》。伊朗同意完全與國際原子能總署合作，中止一切鈾濃縮活動。
2005年8月，支持核計畫的馬哈茂德·艾瑪丹加獲選伊朗總統。2005年8月至9月，《德黑蘭宣言》分崩離析，伊朗在伊斯法罕恢復鈾轉換活動。艾馬丹加聯合國演說，宣告伊朗有權發展核領域計畫。
2006年2月，國際原子能總署表決將伊朗問題提交安理會。表決後，伊朗宣布將恢復鈾濃縮活動。2006年4月，艾馬丹加宣布伊朗躋身核武俱樂部，但補充說，核技術純粹是用來發電，而非發展核武。並阻止聯合國調查員自由視察伊朗的核設施及核計劃，違反國際原子能機構的決議。
2006年6月，中國、美國和俄羅斯加入英國、德國和法國行列，形成伊核问题六国（P5+1）。2006年7月31日 ，聯合國安全理事會通過联合国安全理事会第1696號決議，要求伊朗停止鈾濃縮和其他活動。2006年至2010年間，安理會一共採取6項決議案，逐步制裁伊朗，包含凍結與鈾濃縮活動相關人等和企業資產，也禁止各方提供核相關技術給伊朗。
2009年9月，美國總統歐巴馬称伊朗福爾多有地下濃縮設施。美方開始嚴正商議空襲伊朗，以色列揚言採取核子行動。2013年3月，美國開始與伊朗官員展開一連串祕密談判，甚至沒對伊核问题六国（P5+1）內部公開內容。
2013年3月，美國與伊朗官員在阿曼開始一系列雙邊秘密會談 。2013年6月，哈桑·鲁哈尼獲選伊朗總統 。
2013年8月，哈桑·鲁哈尼在就職三日後，呼籲恢復與伊朗核計劃與P5+1談判 。
2013年9月，勞哈尼結束首度聯合國大會之行前往機場途中與歐巴馬通話，也是1979年以來兩國國家元首第一次通電話，是美國和伊朗關係的重大時刻。
2013年11月24日，經過幾輪談判，伊朗在瑞士日內瓦與P5+1簽署《伊朗核问题临时协议》，這是一份關於伊朗核計劃的臨時協議。它包括短期凍結部分伊朗核計劃，以換取對伊朗的經濟制裁減少，因為各國正在努力達成長期協議。根據這項臨時協議，國際原子能機構開始進行檢查工作。該協議於2014年1月20日正式啟動。當日國際原子能機構發布了一份報告，指出伊朗正在遵守臨時協議的條款，包括停止濃縮鈾至20％，開始稀釋過程（將20％濃縮鈾庫存的一半減少到3.5％），停止阿拉克重水反應堆的工作。

### 談判阶段

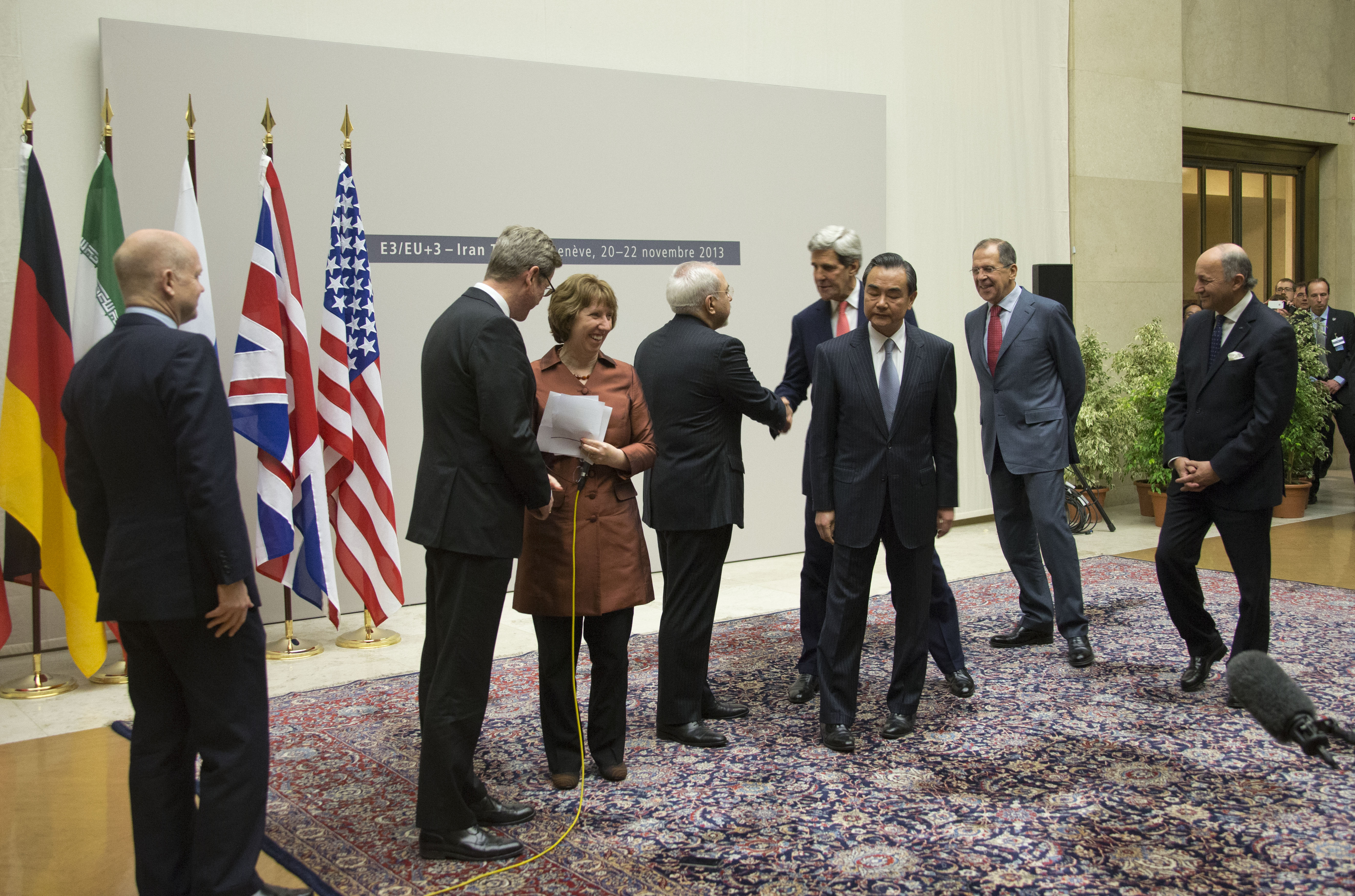
2013年11月24日，在伊核问题六国（P5+1）与伊朗於結束談判後，美國國務卿约翰·克里與伊朗外交部長穆罕默德·贾瓦德·扎里夫握手。

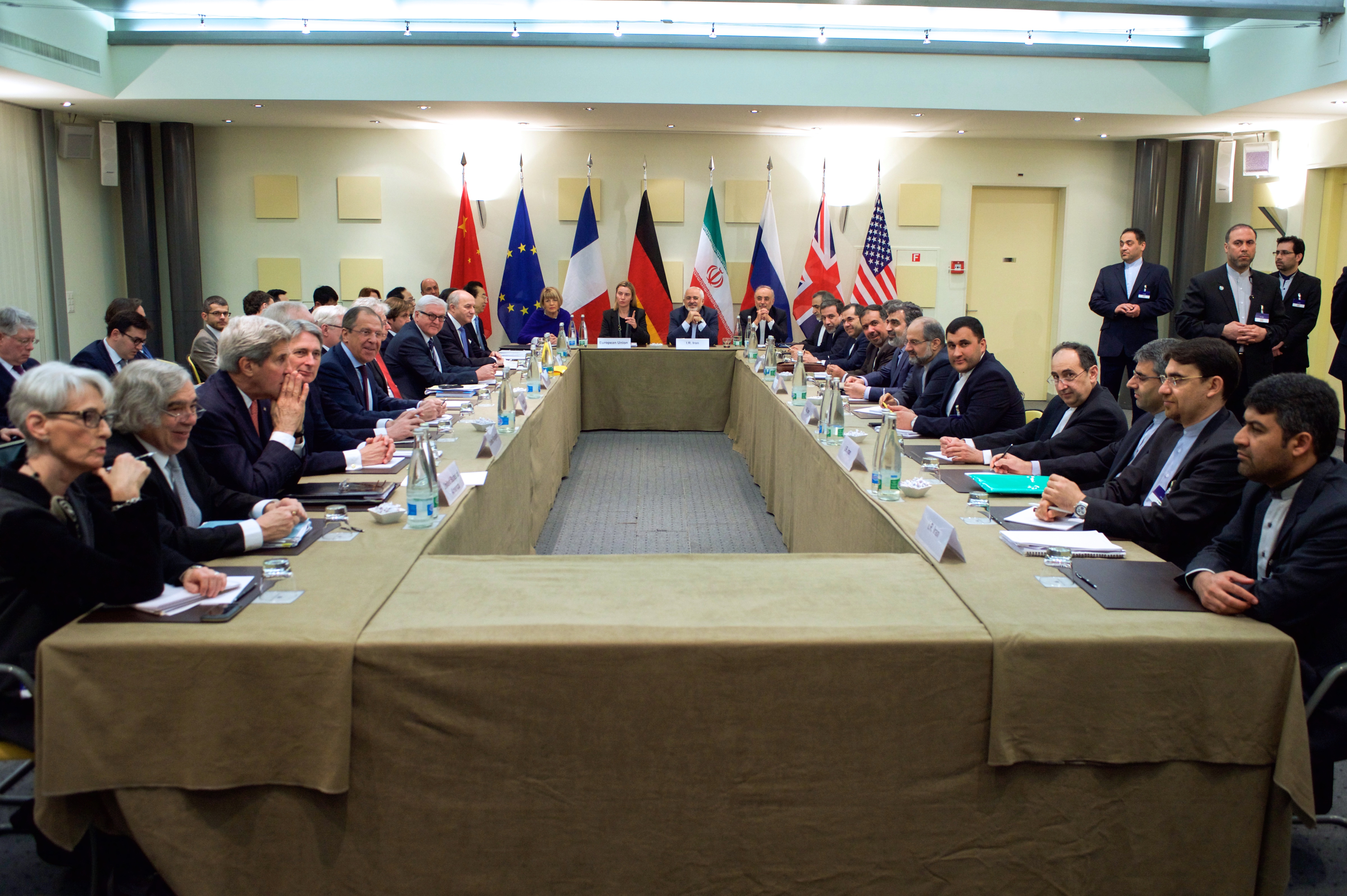
2015年3月30日，伊朗與伊核问题六国在瑞士洛桑举行外交部长级会谈。

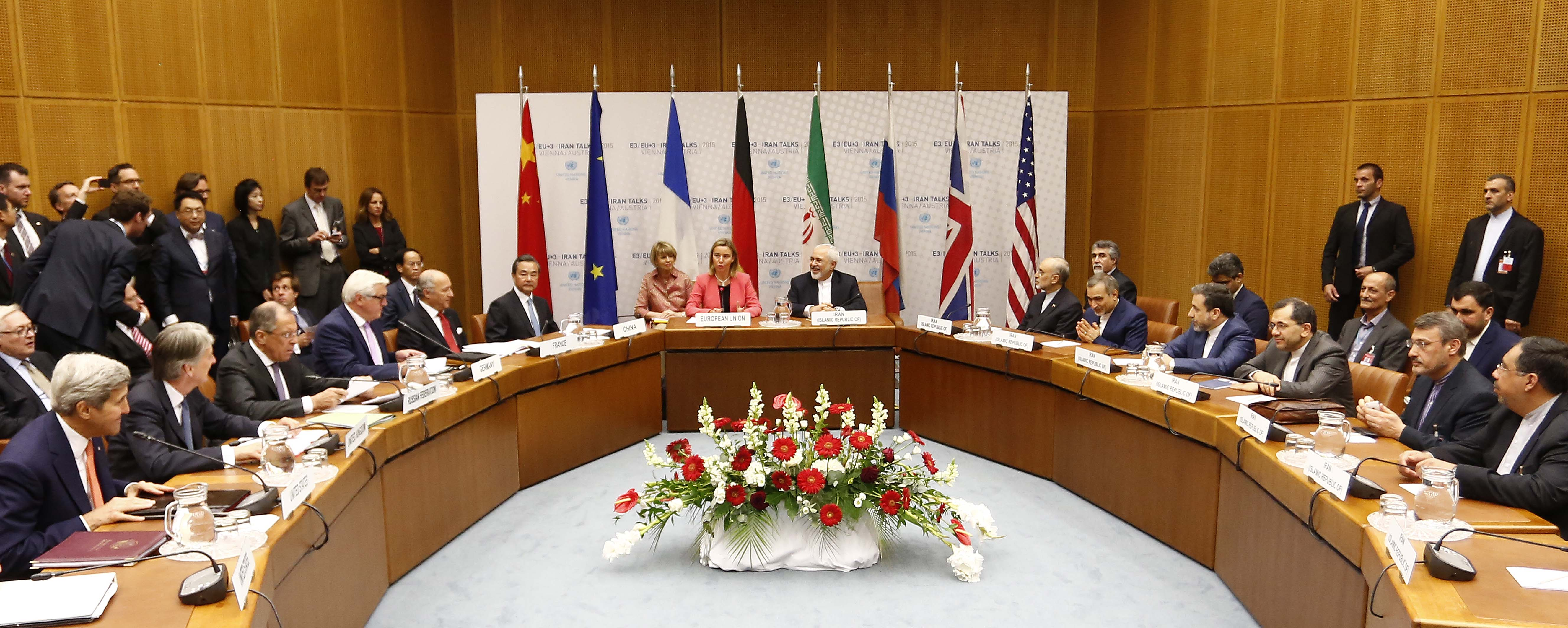
2015年7月14日，伊核问题六国与伊朗核談判小組举行部长级磋商

2013年6月，哈桑·鲁哈尼獲選伊朗總統，一般認為他路線較溫和，也比起艾馬丹加願意與伊核问题六国（P5+1）談判。2013年9月，勞哈尼結束首度聯合國大會之行前往機場途中與歐巴馬通話，也是1979年以來兩國國家元首第一次通電話，是美國和伊朗關係的重大時刻。
2013年11月，伊朗和伊核问题六国（P5+1）達成臨時性協議「聯合行動總體計畫」（General Joint Plan of Action）。該協議限制伊朗的核計畫，要求终止阿拉克重水反應爐，廢棄大量中程度濃縮鈾。其后，伊朗承受的制裁遭部分減除，部分資產亦相应解凍。
2014年7月，伊朗與伊核问题六国（P5+1）達成全面性協議的時限到期，但後來時限延長至2014年11月。2014年11月，談判期限又延長至2015年6月底。2015年3月，在瑞士洛桑举行的伊核问题国际会议希望讓協議拍板定案。此后各方同意延長谈判，将谈判期限推迟至2014年11月24日。随后又延長最後期限至2015年7月1日。
2015年4月2日，在瑞士洛桑舉行的伊朗核问题部长级談判中，伊朗與伊核问题六国（P5+1）經過八天的馬拉松式談判後達成框架協議，伊朗同意將用作提煉濃縮鈾的離心機數目由現時一萬九千台削減至約六千台；未來十五年，停止提煉濃度百分之三以上的濃縮鈾，以及停止建造新提煉設施，現有的提煉設施大部分關閉或改建為研究和訓練中心，伊朗又同意給國際原子能機構的人員進入所有核設施，监督協議落實情況。當所有承諾落實後，歐盟和美國將會撤銷對伊朗的經濟制裁，聯合國亦會解除所有針對伊朗核計劃的決議案。各方將繼續磋商細節，尋求在2015年6月30日前達成最終協議。協議有效期是十五年，尤其是開首十年，伊朗製造核武的能力將受到重大限制。這使得即使伊朗違反協議，也需要一年才可製造出一枚核彈，使國際社會有充裕時間應對。
2015年5月，美国国会以大比数通过《2015年伊朗核协议審查法》，该法授权美国国会审查联邦政府与伊朗签订的核协议。并规定《聯合全面行動計畫》对美国而言是一項不具約束力的政治承諾，在美国法律中不具有行政协议的效力。美国白宫当时则批评该法案使伊核协议谈判复杂化，并曾威胁否决该法案。
2015年7月14日，會談各方宣佈達成伊朗核问题全面协议——《联合全面行动计划》。

### 落实阶段
根據《聯合全面行動計畫》的規定，必須取得聯合國安理會的正式認可，协议方可产生国际法效力。2015年7月20日，联合国安理会通过聯合國安全理事會第2231號決議，以敦促执行《联合全面行动计划》的时间表，并对解除对伊朗的制裁做出了一些措施。
2016年1月17日，国际原子能机构总干事天野之弥证实伊朗完成了开始执行伊核全面协议的必要准备步骤。美国白宫同日发表声明说，总统奥巴马已签署行政命令，根据伊核协议规定取消对伊朗的经济制裁。莫盖里尼和扎里夫同日宣布，鉴于伊朗履行了伊核问题全面协议承诺，与伊朗核问题有关的经济和金融制裁按照全面协议要求当天得到解除。美國於2017年4月和2017年7月確認伊朗遵守該協議。

### 美国退约

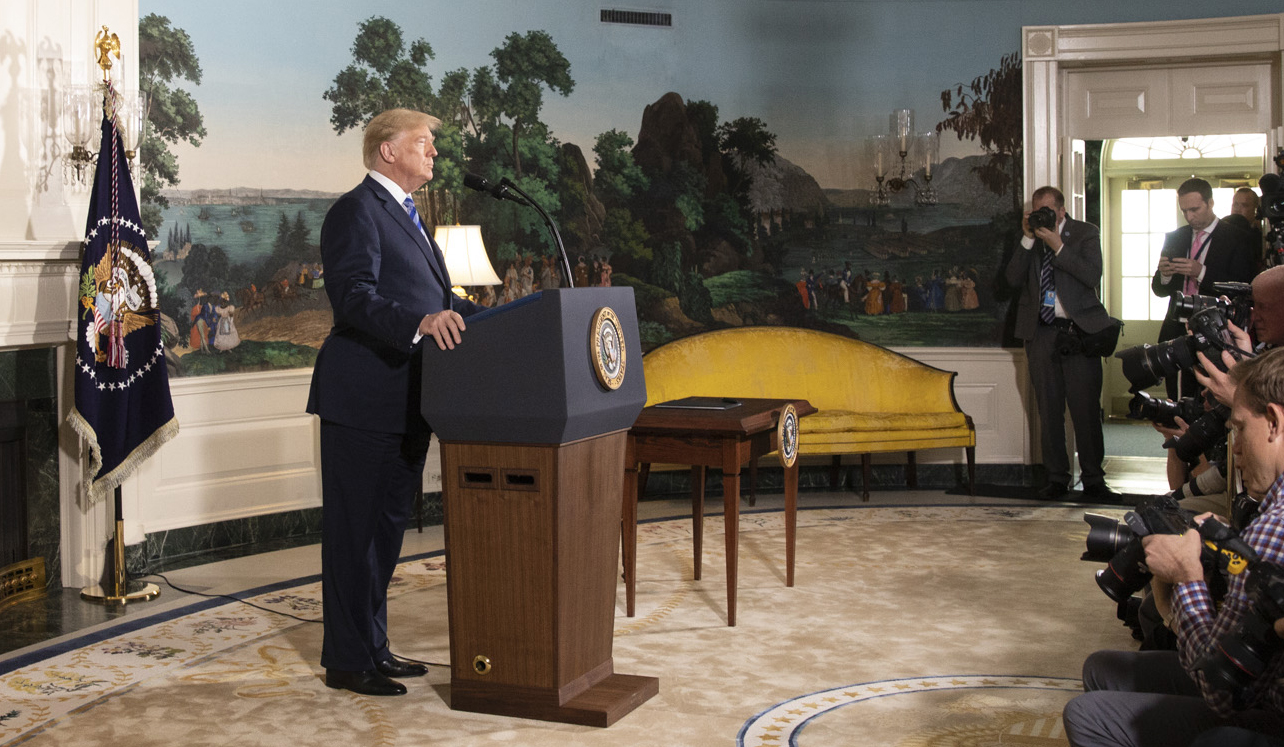
唐納·川普宣布美國於2018年5月8日退出聯合全面行動計畫。

2017年10月13日，美國總統唐納·川普宣布，不會根據《伊朗核協議審查法》進行認證。
美國時間2018年5月8日下午，美国总统唐納·川普在白宫宣布美国将退出伊核协议，并将对伊朗实施最高级别的经济制裁。
除美国外的伊核问题六国——中国、俄罗斯、英国、法国和德国政府，以及土耳其、日本、澳大利亚、约旦、叙利亚、爱尔兰、意大利、荷兰、新西兰、新加坡、瑞士等国政府都公开表示反对美国政府撕毁伊核问题全面协议。以色列和阿联酋两国政府及美國保守主義者则支持美国政府作出的决定。
美国宣布退出《联合全面行动计划》后，伊朗向国际法院发起伊朗诉美国违反《1955年美伊友好条约》案，指责美国违反《1955年美伊友好经济关系及领事权利条约》及《联合全面行动计划》，要求美国撤回制裁令。2018年9月，國際法院判決美國違約，要求美國停止大部分無理由制裁。伊朗隨後發表聲明支持國際法院判決。美國则批评伊朗及国际法院侵犯美国主权，宣布废除《美伊友好條約》，并拒绝承認國際法院判決的強制力。
2018年11月，美國宣佈對進口伊朗石油的國家和地區進行制裁，但中华人民共和国、印度、日本、韩国、土耳其、台灣、意大利和希腊从伊朗进口石油得到豁免，但有效期至2019年5月2日截止。對此伊朗大為不滿，2019年5月8日，伊朗总统鲁哈尼宣布将停止履行伊核协议部分承诺，停止出售铀浓缩过程中产生的多余重水以及浓缩铀。但如果英国、法国、德国、俄罗斯和中国能在两个月内为伊朗找到一个出售石油和处理银行交易的机制，伊朗将恢复履行这些承诺。2019年6月27日，伊朗宣布将该国低浓度浓缩铀库存提升至超过300千克。此举将突破伊朗核問題全面協議中针对伊朗可拥有浓缩铀库存的限制。7月7日，伊朗浓缩铀丰度將突破伊朗核协议規定的上限3.67%。7月9日，美国副总统迈克·彭斯警告伊朗不要背弃伊核协议，并指“伊朗不应将美国的克制与美国缺乏决心混为一谈。”7月28日，伊朗原子能組織負責人阿里·阿克巴爾·薩利希表示伊朗將重啟阿拉克重水反應堆的活动。9月4日，伊朗宣布将进一步取消限制研发离心机，加速提炼浓缩铀。按伊朗核协议，伊朗僅被允许在两个核电厂保留有限数量的第一代离心机。11月4日，纳坦兹核设施启动30台新型IR-6型离心机。11月7日，伊朗恢复在福尔多地下核设施的铀浓缩活动。

### 伊朗中止履约
2020年1月3日，美国在伊拉克巴格达国际机场发起无人机空袭，刺杀伊朗伊斯兰革命卫队和圣城军指挥官卡西姆·苏莱曼尼。1月5日晚，伊朗政府在一份声明中表示，伊朗暂停履行伊朗核问题全面协议第五阶段对伊限制措施，伊朗持有离心机的数量将不再有任何限制。
1月14日，法国、德国及英国根据伊核协议规定启动针对伊核问题的争端解决机制，以达到迫使伊朗遵守承诺，重返伊核协议框架。
2021年2月23日，伊朗宣佈停止自愿履行《不扩散核武器条约》附加议定书，但允許国际原子能机构在3個月內繼續对伊朗核活动進行监督核查。5月底，伊朗允許监督核查可以繼續維持一個月。
2021年11月29日，世界六个核大国与伊朗在维也纳重启核谈判。12月27日，伊朗提交旨在解除制裁的保证和核查的新条件，就第八轮伊朗核协议在维也纳展开谈判。

## 内容

藍色为协议缔约国，紅色为签署后声明退出的国家。

《聯合全面行動計劃》（The Joint Comprehensive Plan of Action）全長109頁，包括5個附件。协议有效期为15年。
主要內容如下：

### 核不扩散措施
| 性能                     | 协议前    | 协议规定（10年内） | 15年後 |
| ------------------------ | --------- | ------------------ | ------ |
| 第一代離心機             | 19,138    | 上限為6,104        | 無規範 |
| 第二代離心機             | 1,008     | 0                  | 無規範 |
| 離心研發                 | 無規範    | 被限制             | 無規範 |
| 低濃度濃縮鈾库存量       | 7,154公斤 | 300公斤            | 無規範 |
| 中等濃度濃縮鈾库存量     | 196公斤   | 0公斤              | 無規範 |
| 物理限制逐步延長10至15年 |           |                    |        |

- 伊朗現有的低濃縮鈾庫存將會削減98%，從12,000公斤減至300公斤，為期至少15年。[125]在這15年期間內，伊朗的濃縮鈾最高只能達到3.67%濃度，該濃度足夠用於民用核能與研究，而不足以製成核武。[128][129][130]在未有《全面計劃》中期協議前，伊朗曾經提煉出接近20%濃度的濃縮鈾。[128][130][131]

- 伊朗可以提煉濃縮鈾的離心機數目將會削減至少三分之二，從現有的19,000部（其中10,000部運作中）減至不多於6,104部，並且在未來十年裡只許使用最多5,060部提煉濃縮鈾。[66][128]伊朗提煉濃縮鈾的全部能力，亦即是該5,060部離心機，只可以在纳坦兹的工廠運作。該處的離心機必須是IR-1離心機，即是伊朗最舊和最低效率的第一代離心機類型。伊朗必須放棄其擁有的先進IR-2M離心機。[132][130][131]除役的離心機仍然由伊朗保留，但是會運送到受IAEA監察的儲存地點存放。[133][134]

- 伊朗在福爾多（Fordow）的鈾濃縮工廠停止進行濃縮鈾活動和研究，為期至少15年，在此期間該處不得儲存任何可裂变物质。該設施將會轉成為一個核子、物理和科技的研究中心。福爾多工廠的一翼建築物可以保留1,044部、共6組的IR-1離心機，其中2組可用於生產穩定的放射性同位素作醫療、農業、工業及科學用途，其餘4組保持閒置。[128][132][131]

- 在未來15年裡，伊朗不得興建新的鈾濃縮設施，[128]也不得增添重水反應堆或囤積重水。[132]

- 伊朗必須改動數個設施。在阿拉克的核設施必須削減離心機數目，而整個設施需要按照國際社會批准的設計改建，以使其不能生產武器級鈈。[128][132][130]只要阿拉克反應堆一日還存在，伊朗所有乏核燃料都必須運出國外。[132]

- 伊朗可以繼續進行鈾濃縮的研究和開發工作，但是在8年之內只可以在納坦茲的設施內進行。[132]

- 伊朗必須准許国际原子能机构（IAEA）的检查员檢查伊朗所有已宣佈的設施，包括在Parchin的軍事設施，以監察及確保伊朗遵守協議以及不會轉移任何可裂變物質[128][130]
  - IAEA有權監管伊朗整個核供應鏈，上從鈾製造廠，下至獲取核子相關技術。[135]對於已宣佈的核設施，IAEA可在全日24小時內任何時候進入檢查，並且可在那些設施進行持續監察（包括安裝監視設備）。[136][135]
  - 如果IAEA督察懷疑伊朗在已宣佈設施以外的地點發展核能力，他們可請求到該等地點檢查，但需要把提出懷疑的理據通報伊朗。[136]伊朗可容許督察到該等地點檢查，或提出可消除督察疑慮的替代方案。[136]如果雙方未能達成協議，則一個最長可為期24天的程序啟動。[136]首先伊朗與IAEA有14天時間化解分歧。 [136]如果不成功，包括八方在內的聯合委員會有7天時間考慮引發IAEA提出檢查的情報。如果委員會以大多數票（8票中至少5票）作出決定，則可以通知伊朗它必須在3天內採取哪些行動。[137][138]如果伊朗在3天內沒有遵從委員會的決定，制裁會自動恢復。[138]

- 在IAEA證實數個重要步驟已落實後，美國和歐盟會解除因核問題而實施的制裁（在協議的附件II列明）。[139]
  - 對弹道导弹科技的限制維持多8年，對於向伊朗出售常規武器的限制維持多5年。[66][140]
  - 8年後，歐盟解除對若干伊朗企業和個人的制裁。[141]
  - 美國因為人權、導彈及支持恐怖主義而向伊朗實施的制裁不受本協議影響，仍將繼續維持。[142][131]

根據上述結果，哈佛大学的 貝爾弗科學中心和國際事務的專家小組在2015年8月公佈相關報告。

### 伊朗违约后果
- 如果伊朗違反協議，已取消的制裁會自動恢復實施。[128][130]
  - 如果協議任何一方有理由相信另一方沒有履行協議，可以提請根據本協議而成立的聯合委員會解決爭議。[143][131]如果伊朗以外的任何一方向委員會提出爭議，而伊朗被裁定違反了協議，該方可通知聯合國安全理事會，後者有30天時間就該議題通過決議。[143]即使安理會在30天內不採取任何行動，所有在協議前的核問題相關制裁自動恢復，無須安理會批准。[143]
  - 即使恢復制裁，對於任何人在恢復日期前已與伊朗或個別伊朗人、伊朗實體簽訂的合約無追溯力，只要該等合約涉及的活動不違反本協議或安理會決議即可。[133]

## 簽署方

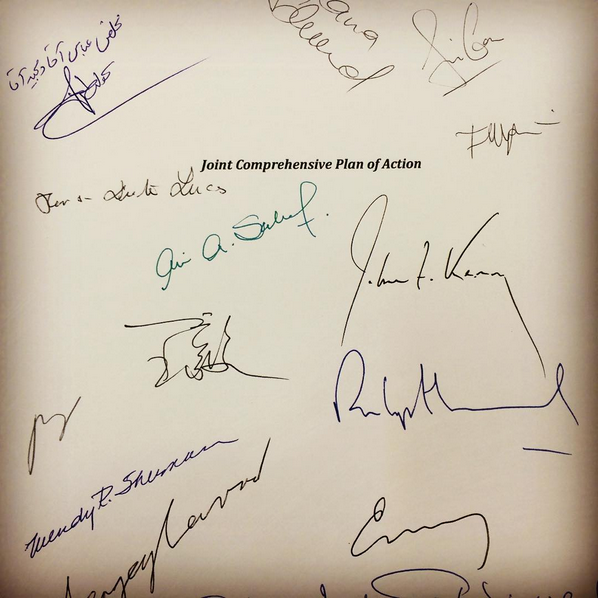
聯合全面行動計畫的談判代表在文件封面上簽名。

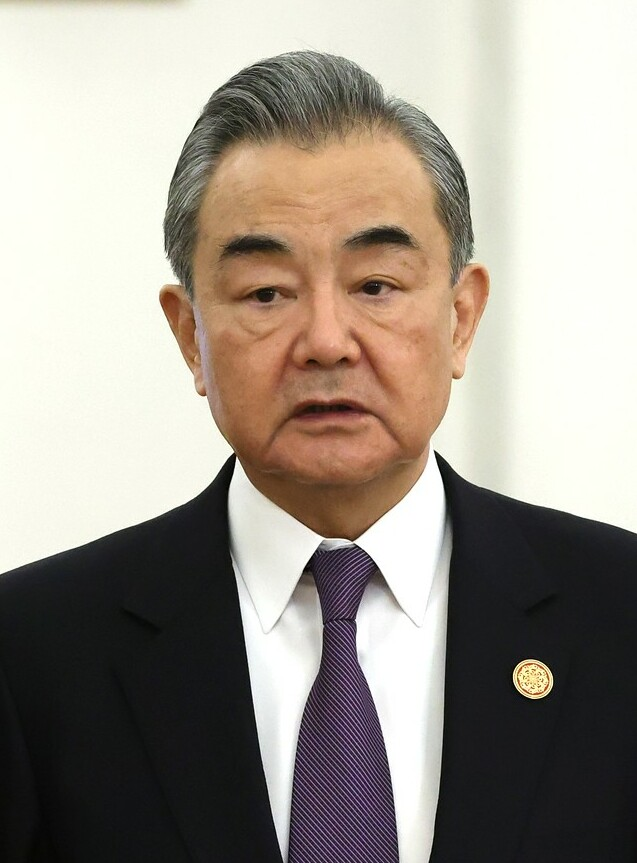
中國 王毅 中国外交部部長
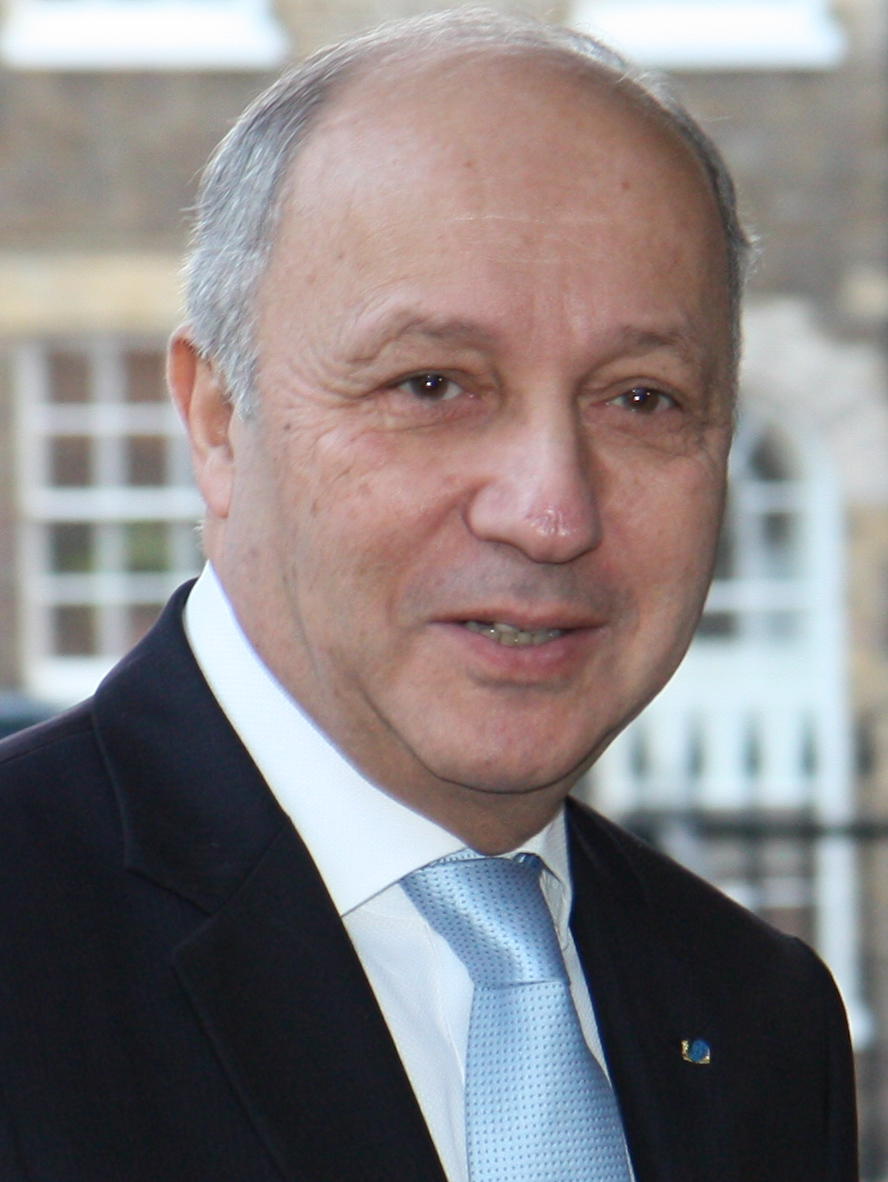
法國 洛朗·法比尤斯 法國外交部部长
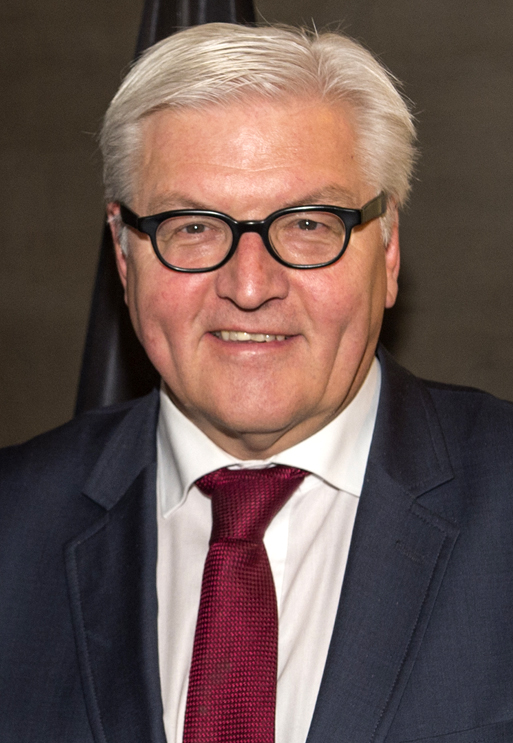
德國 弗兰克-瓦尔特·施泰因迈尔 德国外交部部長
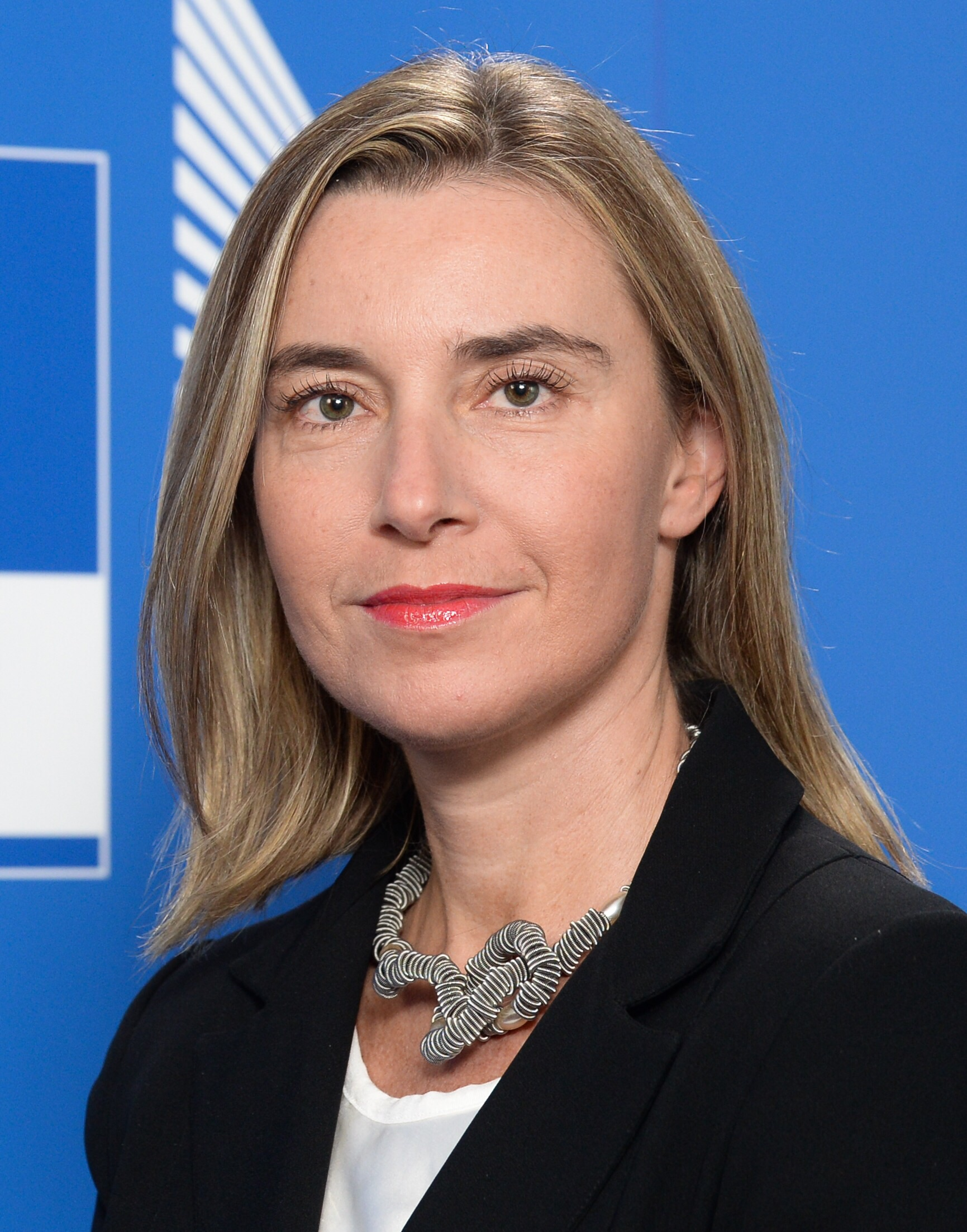
欧洲联盟 费代丽卡·莫盖里尼 外交和安全政策高级代表
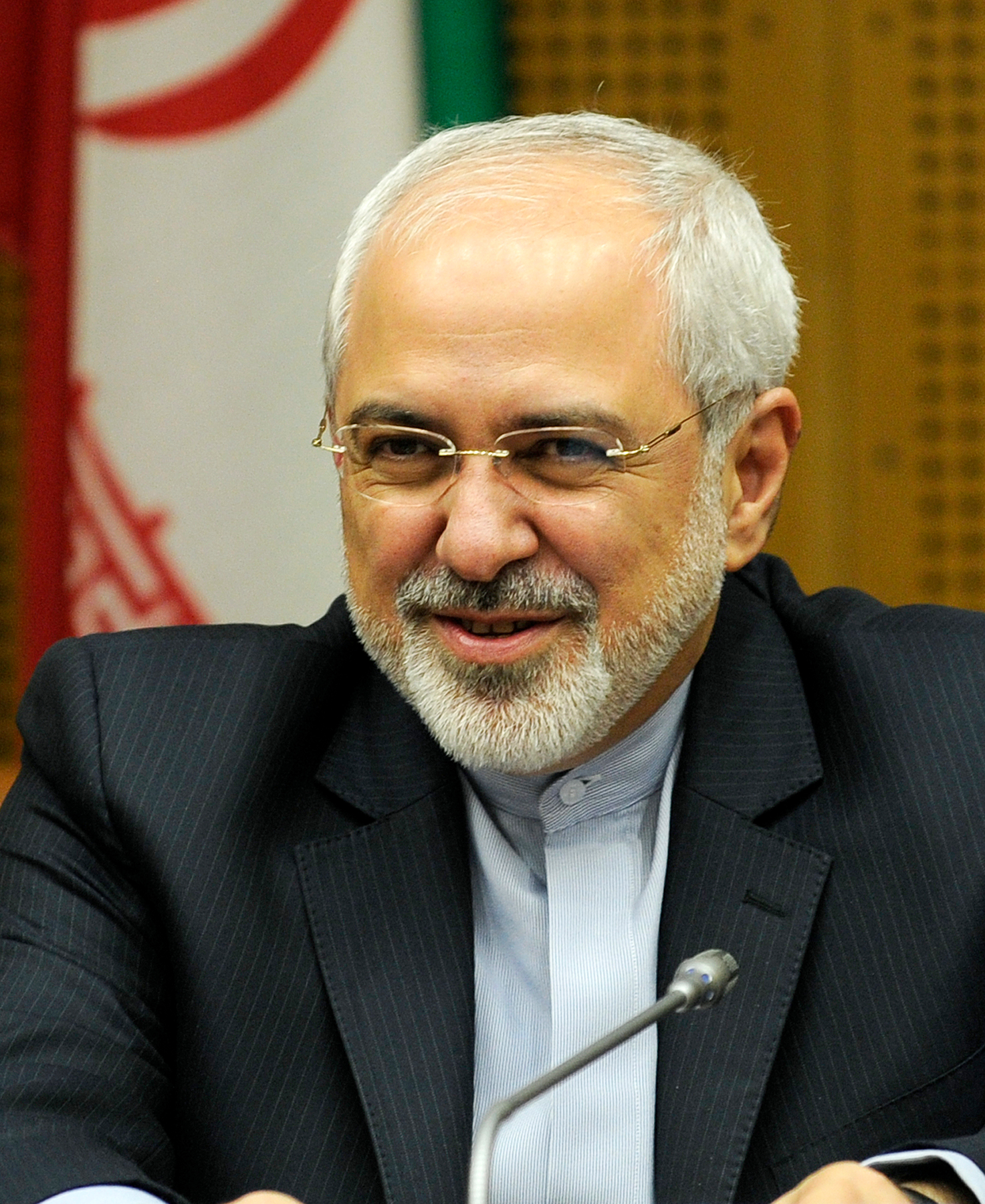
伊朗 穆罕默德·贾瓦德·扎里夫 伊朗外交部部長
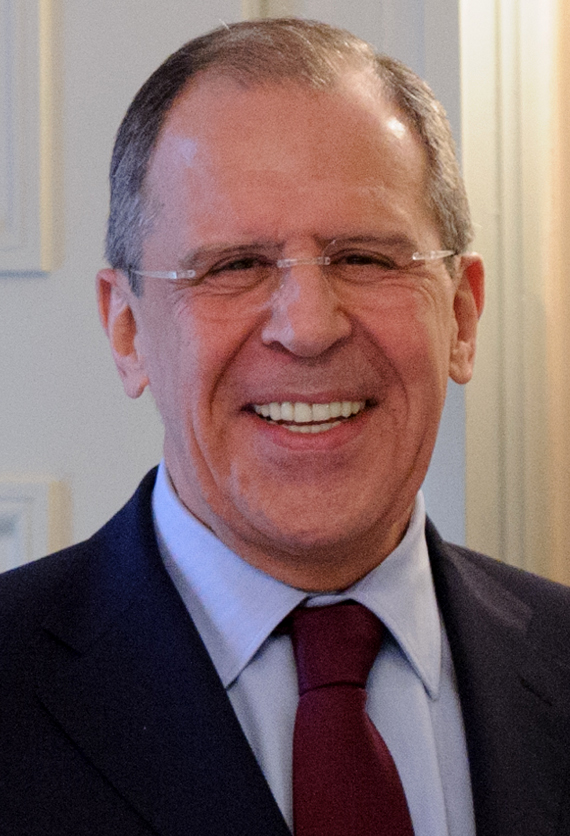
俄羅斯 谢尔盖·维克托罗维奇·拉夫罗夫 俄罗斯外交部部長
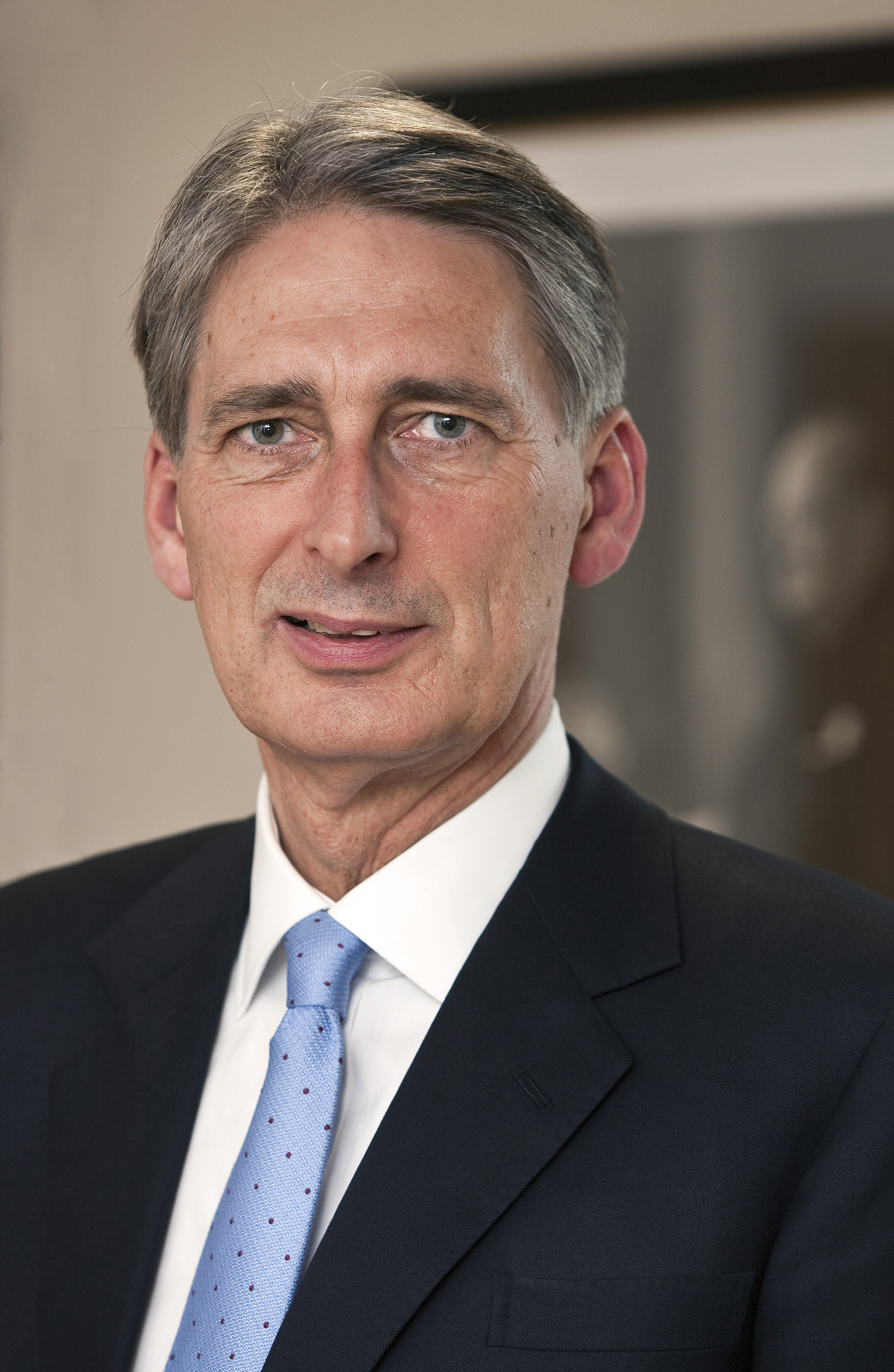
英國 夏文達 外交及聯邦事務大臣
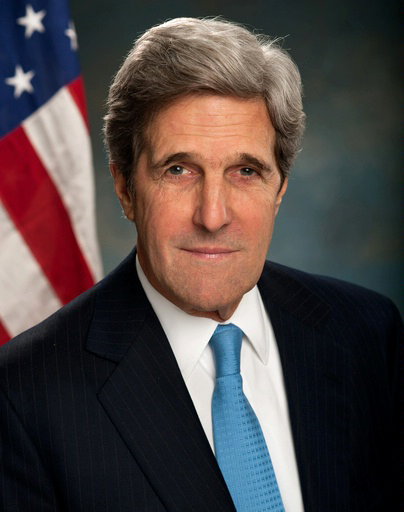
美國 约翰·克里 国务卿

## 評論
全球共有90多個國家对伊核问题全面协议表示认可与赞赏。美國總統贝拉克·奥巴马表示，其已达成美国與伊朗的“歷史性和解”。奧巴馬還表示，此次谈判达成了美国的核心目标，伊核问题全面协议是一个良好的协议。中国外交部長王毅指出，全面协议最重要的成果就是维护了国际核不扩散体系，伊朗方面作出了不发展核武器的政治承诺，各方以有约束力的国际协议方式将这一承诺固定下来。同时给予伊方和平利用核能的正当权力，伊与各方的关系也翻开了新的一页。欧盟外交和安全政策高级代表费代丽卡·莫盖里尼和伊朗外交部長查瑞夫（Javad Zarif）發表聯合聲明，肯定核子談判協議的達成，「這是歷史性的一天」。伊朗總統哈桑·鲁哈尼說：“伊朗是守諾言的國家，於維護國家利益前題下，任何在核問題談判許下的承諾，伊朗都會遵守。”欧洲理事会主席唐納德·圖斯克表示，伊核問題新協議打破了長達13年的伊朗核問題僵局，如果下一步措施完全得以落實，將為歐盟與伊朗合作鋪平道路。梵蒂岡發出一份聲明：「關於伊朗核計劃的協議，聖座以積極的眼光看待 。」
以色列总统鲁文·里夫林表示以色列不接受框架協議，並稱伊核问题全面协议威胁以色列的国家安全。

## 外部連結
- 歐盟外交和安全政策高級代表费代丽卡·莫盖里尼和伊朗外長賈瓦德扎里夫的聯合聲明（页面存档备份，存于）於歐盟對外事務部 (EEAS)
- 該協議的全文：
  - 通過EEAS：
    - Joint Comprehensive Plan of Action（页面存档备份，存于）
    - Annex I: Nuclear-related commitments（页面存档备份，存于）
    - Annex II: Sanctions-related commitments（页面存档备份，存于）
      - Attachments to Annex II（页面存档备份，存于）

    - Annex III: Civil nuclear cooperation（页面存档备份，存于）
    - Annex IV: Joint Commission（页面存档备份，存于）
    - Annex V: Implementation Plan（页面存档备份，存于）

  - White House. . Medium.   [2016-01-17]. （原始内容存档于2015-08-04）.

視頻
- The Iran Nuclear Deal Explained（页面存档备份，存于） - 華爾街日報 (2015)